# Wisdom of Elders
Wisdom of Elders ist ein Jazzalbum von Shabaka and the Ancestors, einer von Shabaka Hutchings initiierten Band mit südafrikanischen Musikern. Die 2015 im Sumo Sounds Studio, Johannesburg, entstandenen Aufnahmen erschienen am 16. September 2016 auf Brownswood Recordings bzw. auf Japanese Beat Records.

## Hintergrund
Seit seiner Rückkehr nach London aus der Karibik, wo er die Jugend verbrachte, wurde Shabaka Hutchings zu einer festen Größe in der britischen Jazzszene, u. a. mit den Sons of Kemet, Heliocentrics und anderen Bands in der britischen Jazz- und Elektronikszene, und während eines Urlaubs in Südafrika zog es ihn zurück zu seiner uranfänglichen Inspirationsquelle, notierte Jamal Nadal. Wisdom of Elders wurde an einem einzigen Tag ohne Probe aufgenommen; es erforscht und erweitert traditionelle Nguni-Rhythmen, während Motive des Blues, spiritueller Hymnen und des karibischen Calypso hinzugefügt werden.
Von den südafrikanischen Musikern kannte er nur den Trompeter Mandla Mlangeni (den Leiter des Amandla Freedom Ensemble), mit dem er in den letzten Jahren immer wieder zusammengespielt hatte.  Mit den Musikern, Mtunzi Myubu (Altsaxophon), Mandla Mlangeni (Trompete), Siyabanga Mthembu (Gesang), Nduduzo Makhathini (Fender Rhodes, Piano), Ariel Zamonsky (Bass), Tumi Mogorosi (Schlagzeug) und Gontse Makhene (Perkussion), fungierte diese Session auch als eine Hommage an diejenigen, die in den Townships Jazz gespielt haben, insbesondere an den Saxophonisten Bheki Mseleku, der einen großen Einfluss auf Hutchings hatte und Jamal Nadal zufolge eine Inspiration für diese Produktion war. Hutchings hat selbst erklärt, dass er die Hilfe südafrikanischer Musiker in Anspruch genommen habe, „… um die musikalische Sprache zu präsentieren, die [er] normalerweise assoziiere mit [seinen] britischen Bands im Kontext von [südafrikanischen] Musikern und musikalischen Sensibilitäten“.
Mit dem Album We Are Sent Here by History, das vier Jahre später veröffentlicht wurde, setzten Shabaka Hutchings and the Ancestors ihre Beschäftigung mit musikalischen Traditionen und den verschiedenen Rändern der afrikanischen Diaspora fort.

## Titelliste
- Shabaka and the Ancestors: Wisdom of Elders (Brownswood Recordings)[5]

1. Mzwandile 13:31
2. Joyous 6:38
3. The Observer 9:02
4. The Sea 11:47
5. The Observed 1:43
6. Natty 9:57
7. OBS 5:14
8. Give Thanks 8:09
9. Nguni 9:29

Die Kompositionen stammen von Shabaka Hutchings.
Die Stücke „OBS“ und „The Observed“  sind in der CD-Ausgabe von Japanese Beat Records und der britischen Vinyl-Edition von Brownswood Recordings enthalten, jedoch nicht in der CD-Version von Brownswood Recordings.

## Rezeption
Thom Jurek verlieh dem Album in Allmusic vier Sterne und schrieb, Wisdom of Elders würde Hutchings’ Porträt als Komponist und Bandleader abrunden. Diese „Übung im Afrofuturismus“ (ein Begriff, den Hutchings verwende) wurzele in verschiedenen Traditionen, in afro-karibischem Folk und Calypso, Sun Ras „Space-Age-Blues“, John Coltranes spirituellem modalem Jazz, Miles Davis’ Spielweisen in In a Silent Way, und natürlich in der südafrikanischen Jazztradition, die mit den einzelnen Mitgliedern der Blue Notes und Abdullah Ibrahim erwachsen wurde. Dieses Album habe eine wichtige Aussage; Hutchings und seine Band wüssten, wie man Epochen, Musik und Gedanken zur musikalischen Entwicklung überbrückt. Sie würden die Vergangenheit nicht neu gestalten, sondern sie als Baustein im Streben des Bandleaders nach dem spirituellen Afro-Futurismus des 21. Jahrhunderts feiern, wie sie ihn für die Zukunft definieren.

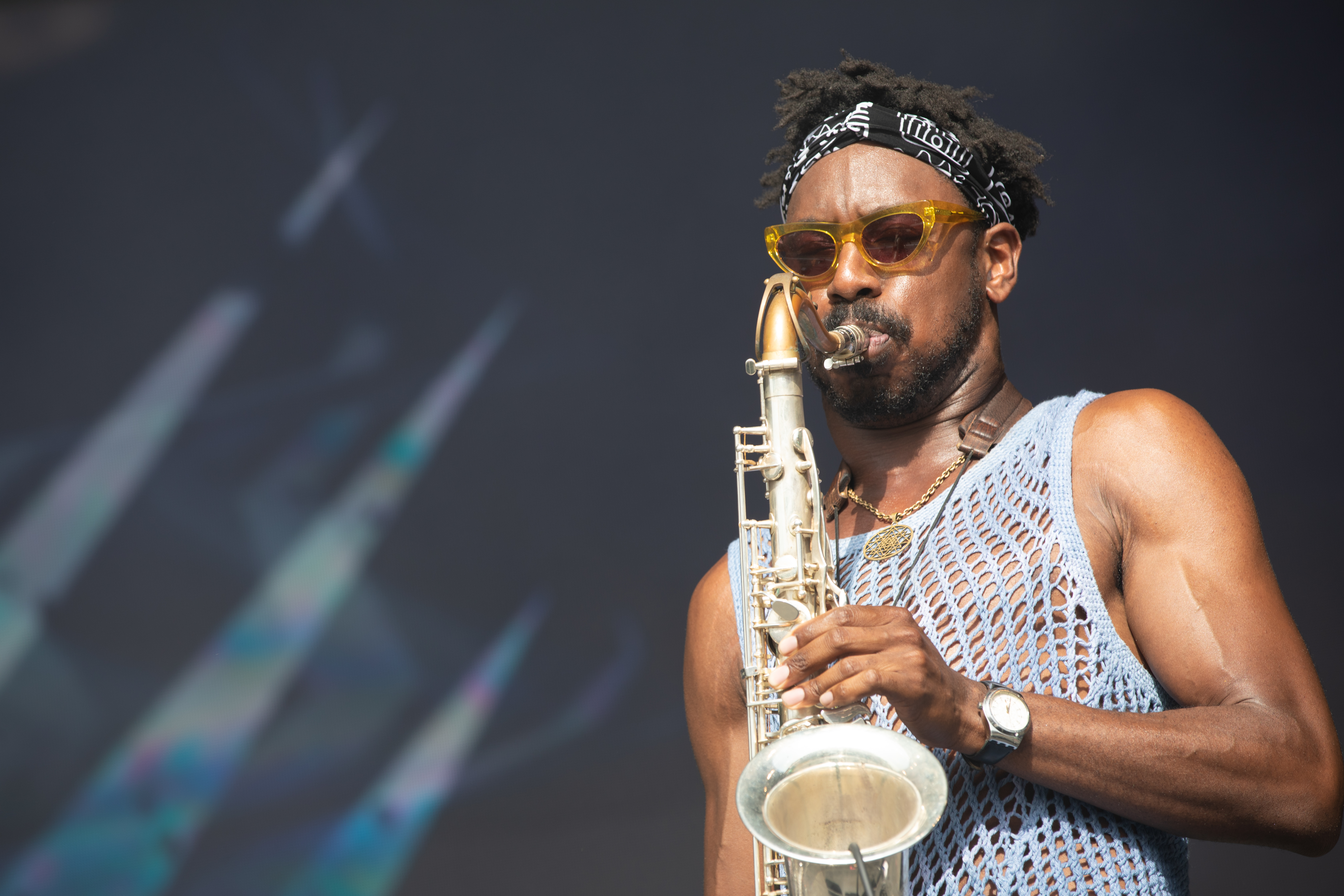
Shabaka Hutchings mit The Comet Is Coming beim Glastonbury Festival 2019

Nach Ansicht von James Nadal, der das Album in All About Jazz rezensierte, ist diese Aufnahme der Höhepunkt der bisherigen [Lebens]-Erfahrungen des Tenorsaxophonisten Shabaka Hutchings und seines persönlichen Schicksals. Diese Session habe sich in eine Hommage an diejenigen verwandelt, die in den Townships Jazz gespielt haben, insbesondere an den Saxophonisten Bheki Mseleku, die einen großen Einfluss auf Hutchings und eine Inspiration für diese Produktion hatten. Dies sei ein beabsichtigter Rückblick auf die Ära, als afrikanischer Jazz als spiritueller Weg zum Widerstand und kreativen Überleben gespielt wurde.
Dieses Album verbinde Hutchings und eine südafrikanische Band mit einer schwelenden Mischung aus flehenden, Albert-Ayler-haften Anspielungen, Township-Jazz-Grooves und spaciger, Sun-Ra-ähnlicher Musik, untermalt von leuchtenden Fender-Rhodes-Sounds, meinte John Fordham (The Guardian). Wie der Albumtitel andeute, sei dies manchmal eine meditativere und ehrfürchtigere Form des südafrikanischen Jazz als die der ersten hemmungslosen Welle der Post-Coltrane-Anhänger des Landes in den 1960er- und 70er-Jahren, aber sie übe ihre eigene Art von hypnotischem Groove aus.
Den Rückgriff der Gruppe auf das Erbe Südafrikas sieht Neil Spencer (The Guardian) insbesondere beim 13-minütigen Auftakt „Mzwandile“. Hutchings’ Tenor würde einen Weg zwischen Melodik und „out“-Spiel einschlagen, und Mlangenes Trompete wechsle ebenfalls zwischen stattlichen Miles-Davis-artigen Linien und drängenden Ausbrüchen, fast mit New-Orleans-Jazz-Beigeschmack. Dieses Album sei „pulsierend, erforschend und lebendig“.
Nach Ansicht von Lottie Brazier (The Quietus) zeige Wisdom of Elders Shabaka Hutchings Anpassungsfähigkeit beim Spielen, die anscheinend von der Fähigkeit herrühre, seine eigene Band zu vereinen und zu führen. Und mehr noch als in Pete Warehams Melt Yourself Down oder Comet is Coming zeige sich, dass er wirklich zu einer freieren Art von Jazz aufbreche.